# 余清芳

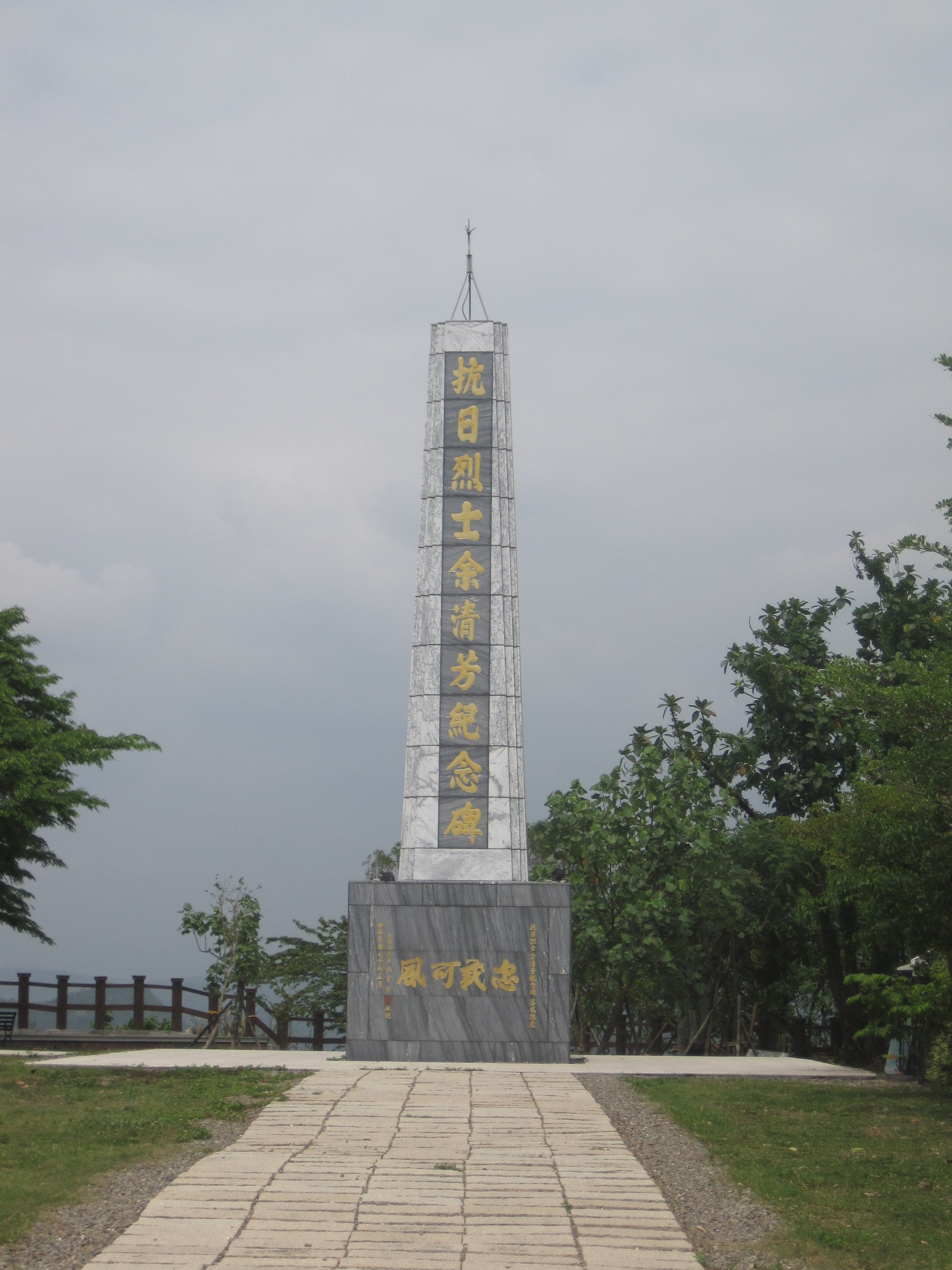
位在臺南玉井虎頭山上的余清芳紀念碑

余清芳（1879年—1915年）又名清風、青芳，字滄浪，號春清、春芳。化名邱九、徐清風。臺灣臺南廳長治二圖里後鄉庄（今屬高雄市路竹區）人，1915年西來庵事件領袖、大明慈悲國第一任首領，他所帶領的西來庵事件為臺灣日治時期規模最大、犧牲人數最多的一次民變。

## 生平

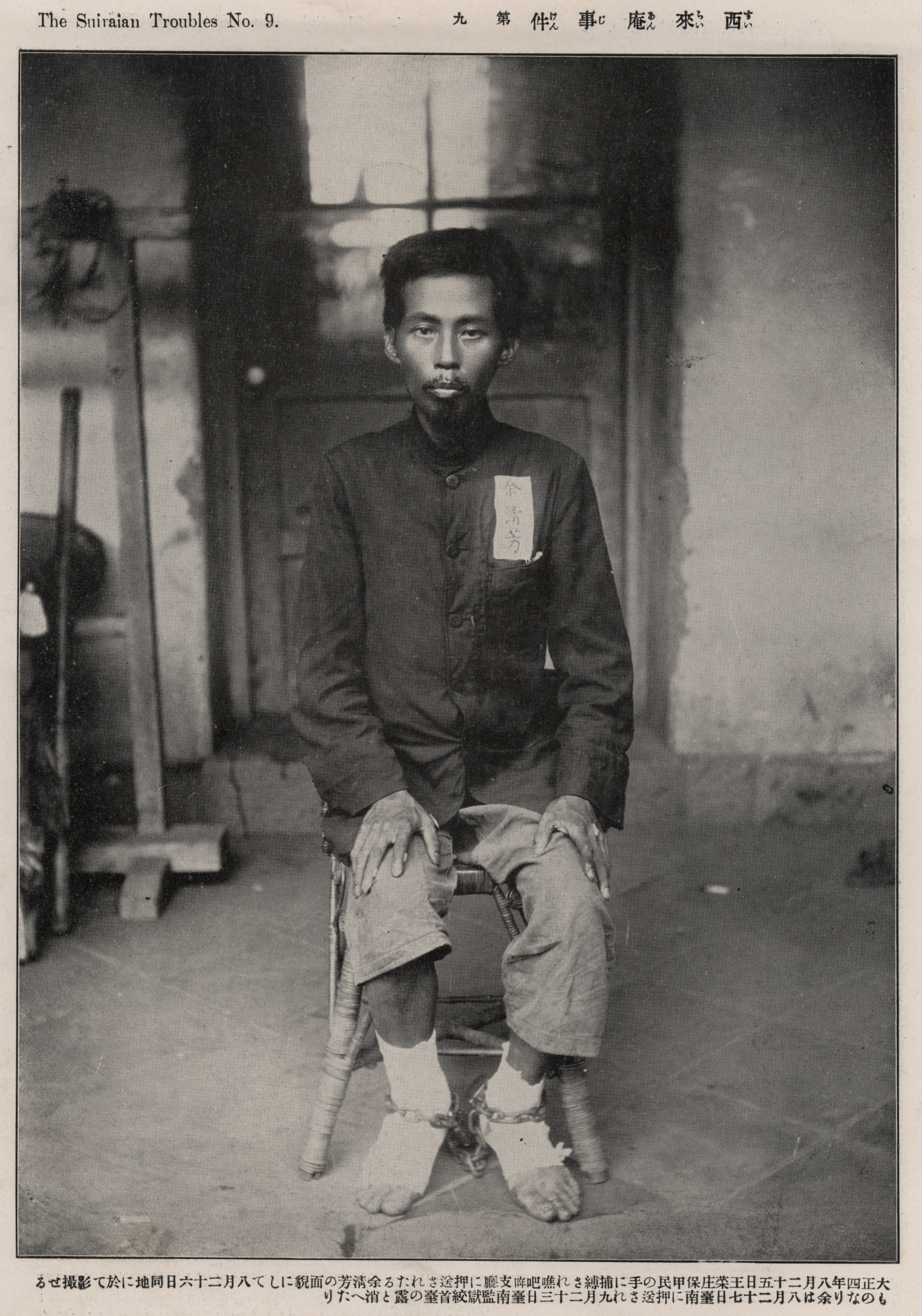
余清芳因西來庵事件而遭日本當局逮捕

余清芳於光緒五年（1879年）11月16日出生於臺灣府鳳山縣港西里阿緱街（今屏東縣屏東市），幼遷長治里後鄉庄（后改臺南廳長治二圖里後鄉庄，今高雄市路竹區後鄉里）:153。六、七歲時曾於私塾就學，習四書五經，雖然聰穎過人但因父親去世、家中貧困等因素，而在十二、三歲時中輟學業，先後到左營庄曾紹房的米店、林姓雜貨店工作:153。在工作之餘，他利用夜間到舊城公學校（今日左營區舊城國小）學習日語:154。
明治卅二年（1899年）考選為臺南警員，擔任巡查補，分發到阿公店支廳（今高雄市岡山區）:154。次年（1900年）因涉嫌詐欺而被解職，但後來在明治卅五年（1902年）復職，入鳳山警察單位擔任巡查，二年後又遭行政告誡而辭職:154。而後余清芳到臺南縣關帝廟區（今臺南市關廟區）役所擔任書記，但做不到兩個月又因故離職:154。此後余清芳投入齋教活動，出入各地齋堂:154、155。
1908年清芳因傳播齋教過程中，鼓吹信徒反日，又參加抗日團體“二十八宿會”，“二十八宿會”是嘉義朴子商人丁鵬所發起，丁鵬自稱會符咒法術，又說清朝北洋軍即將攻打臺灣，要民眾參加其會，共同反日，這些說詞都影響了日後的余清芳。不久“二十八宿會”遭到公家破獲，清芳遭捕入臺東「加路蘭浮浪者收容所」。1911年10月獲釋。
1911年獲釋後，擔任日商保險公司的業務員，兩年後，因該日本籍負責人過世，而被迫離職。1913年從事酒業，又因為經營不善而倒閉。1914年遷居臺南市區，改事米業，一度化名「邱九」，又改稱「徐清風」。
不久恢復本名，參與臺南西來庵扶乩活動，以臺灣民間信仰的王爺神為號召，募蓄教眾，繼續抗日。
1915年7月6日，在遭公家通緝下，以「大明慈悲國奉旨平臺征伐天下大元帥余」名義發表了《大元帥余告示文》（多處抄襲唐朝駱賓王的《為徐敬業討武曌檄》），發動起事，7月9日余清芳、江定突擊甲仙埔支廳（位於今高雄市甲仙區），7月14日江定之子江憐陣亡，8月余清芳、江定焚燒南庄派出所，逼近大目降（今臺南市新化區）。日軍、憲兵傾巢而出，與其在噍吧哖（今臺南市玉井區）交戰。余清芳曾任臺灣警察，深知警察作息，發動奇襲，攻擊多處警察廳，襲殺眾多日警甚至是其眷屬，並在噍吧哖附近的虎頭山建設堡壘，與日軍對峙，一時陣容擴展至千人以上。然而日軍一方面仔細搜山，另一方面張貼告示，勸告投降者，有機會免於處死，但又對投降者實施報復殺害，傳聞日軍斬首了許多投降者。
1915年8月22日，𦬬萊宅庄（今屬臺南市楠西區）鄉民設宴款待余清芳，卻在酒酣耳熱之際，將余清芳綁縛，送交日軍，余清芳與羅俊江、蘇有志、鄭利記等一千九百名教眾被捕。余清芳在獄中打算求生，寫了絕句與文章深表悔恨，說自己是被人誤導，才會加入反抗事件。但法官並不理會，依然判處死刑。9月23日絞死，享年37虚岁。
安東貞美總督說：「義和團之亂已經是十幾年前清國的事情，為何今日臺灣還有此類的暴動？盲從暴動者至少也該知道，迷信是不能依賴的。這不只是我們統治的失敗，亦是教育的失敗。」將余清芳比為義和團；但二次大戰後，中華民國政府將余清芳為抗日烈士，入祀忠烈祠，在臺南忠烈祠立神主祭祀，並設碑紀念。
事件結束後，西來庵即被總督府下令拆毀。臺灣話俚語曰：「余清芳，害死王爺公。王爺公無保庇，害死蘇阿志。蘇阿志無仁義，害死鄭阿利。」就是在講述此事。

## 作品

### 《宿交嫂坑八首》
- 奉旨討賊復三臺，懸望軍兵得勝開，詎料眾心相叛逆，豈意輔佐少賢才。
- 俗子事君如雪月，凡夫扶主似塵埃，怨嗟忠良何處覓，際會風雲定金階。
- 苦雨淒涼實可悲，袴下受辱何足奇，英雄落魄無依地，祭起寶劍滅四夷。
- 石裏玉藏何足知，能知藏玉掀天奇，豪人仰視明如鑒，倭子手扶不識琦。
- 奉旨平臺在此時，英雄未會暗獨悲，可憐元帥涉山苦，赤膽忠心扶國為。
- 嗟乎何時見明天，匡扶社稷賴聖賢。而今嘗膽臥薪就，誓滅萬國靜坤乾。
- 太息江河日下秋，問涯砥柱作中流，可恨部下真愚昧，未決雌雄血淚愁。
- 未決雌雄血淚愁，沙場不戰幾時休，勝負未嘗交鋒日，臨陣膽寒時堪憂。

### 《食生芎蕉二首》
序曰：不分晝夜，未飽一頓之饗，飲水樂飢，逼迫抵達石壁藔蹔足，掘地瓜，撿生芎蕉，燒食之，亦自覺可笑。本帥曰：生芎蕉略勝菱角。眾部下亦曰：實飢不能忍也。
- 興化火燒奸黨多，忠良受害夜奔波；山林茂塞險關隘，步步難行心鬱陶。
- 百仞泰山不怕高，人心半寸可憂均。英雄來到敢強害，後到天兵你奈何。

### 《獄中詩二首》
- 憶昔當時事盡虛，自愧不才被人欺，見景傷情真堪嘆，身陷囹圄反悔遲，
- 虛度光陰卅七年，羞殺兒童愧青天，不幸身入活地獄，而今落魄劫數然。